# Bernhard Mosberg

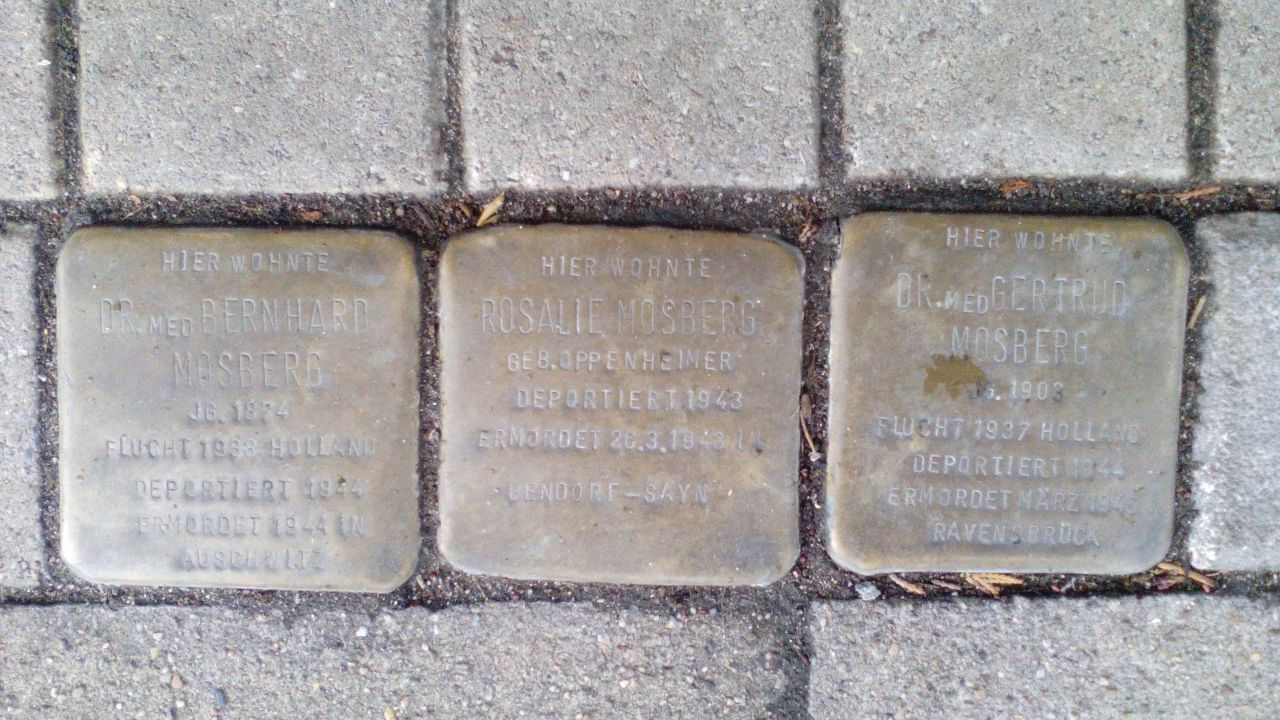
Stolpersteine für Bernhard, Rosalie und Gertrud Mosberg in Bielefeld, Arthur-Ladebeck-Straße 6.

Bernhard Mosberg (* 20. Februar 1874 in Bielefeld; † 1944 im KZ Auschwitz) war ein Bielefelder Orthopäde, der als Arzt auch in den v. Bodelschwinghschen Anstalten in Bielefeld-Bethel arbeitete.

## Leben
Bernhard Mosberg studierte Medizin und wurde 1898 in Würzburg mit der Dissertation „Die Ausscheidung des Phlorhizins und des Zuckers in der Niere“ promoviert. 1903 wurde er Facharzt für Chirurgie und Orthopädie und eröffnete 1908 in Bielefeld an der damaligen Koblenzer Straße 4 eine orthopädische Praxis. Mosberg war als Stabsarzt Kriegsteilnehmer im Ersten Weltkrieg. Ab 1919 bis 1932 war er nebenamtlich in Bethel tätig. Er konstruierte die „Mosberg‐Arme“. Nach der Machtübergabe an die Nationalsozialisten 1933 konnte er unter rassistischen Einschränkungen in seiner Praxis weiterarbeiten, bis ihm 1938 die Approbation entzogen wurde. Nach der Pogromnacht vom 9. auf den 10. November 1938 floh Mosberg in die Niederlande, wo er nach der Besetzung durch die Nationalsozialisten verhaftet und über das Durchgangslager Westerbork am 18. Januar 1944 in das Ghetto Theresienstadt deportiert wurde. Am 18. Mai 1944 wurde er nach Auschwitz transportiert, wo er ermordet wurde. Ebenso seine Ehefrau Roza und seine Tochter, die Ärztin Gertrud Mosberg.
1987 wurde auf Betreiben einer Bielefelder Friedensgruppe die Adolf-Stöcker-Straße in Bielefeld-Schildesche in Bernhard-Mosberg-Straße umbenannt.